# إقبالن (الفوقاني)
إقبالن هو دُوَّار يقع بجماعة تمسمان، إقليم الدريوش، جهة الشرق في المملكة المغربية. ينتمي الدوّار لمشيخة الفوقاني التي تضم 16 دوار. يقدر عدد سكانه بـ 829 نسمة حسب الإحصاء الرسمي للسكان والسكنى لسنة 2004.

## روابط خارجية
- البوابة الوطنية للجماعات الترابية
- المندوبية السامية للتخطيط